# Jeziorno (Siemianów)
Jeziorno – zniesiony przysiółek wsi Siemianów w Polsce, położony w województwie dolnośląskim, w powiecie strzelińskim, w gminie Borów.
W latach 1975–1998 przysiółek należał administracyjnie do województwa wrocławskiego.